# Alon Orlitsky
Alon Orlitsky est un théoricien de l'information, professeur titulaire de la chaire Qualcomm pour la théorie de l'information et ses applications à l'université de Californie à San Diego. 

## Biographie
Il a obtenu une licence en mathématiques et en génie électrique à l'université Ben Gourion en 1981, un M. Sc. à l'université Stanford en 1982 et un Ph. D. en génie électrique à l'université Stanford en 1986 sous la direction de  Abbas A. El Gamal avec une thèse intitulée « Communication issues in distributed computing ». Il a été ensuite chercheur aux Laboratoires Bell de 1986 à 1996, puis  et a travaillé comme analyste quantitatif pour D.E. Shaw & Co en 1996 et 1997. Il a rejoint l'UCSD en 1997. Il y est directeur fondateur du Information Theory and Applications Center. 

## Travaux
Orlitsky est connu pour ses contributions aux domaines de la complexité de la communication, du codage source et plus récemment de l'estimation probabiliste. Il travaille notamment en théorie des communications et de l'information, avec en particulier le traitement du signal, la compression des données, la reconnaissance vocale et la théorie de l'apprentissage. Il est co-éditeur du livre Theoretical advances in neural computation and learning.
Parmi ses publications, il y a notamment :
- A. Orlitsky, N. P. Santhanam et J. Zhang, « Universal Compression of Memoryless Sources Over Unknown Alphabets », IEEE Trans. Inform. Theory, vol. 50(7), no 7,‎ 2004, p. 1469-1481 (DOI 10.1109/TIT.2004.830761).
- J. Acharya, H. Das, O. Milenkovic, A. Orlitsky et S. Pan, « On reconstructing a string from its substring compositions », Proc. of IEEE International Symposium on Information Theory,‎ 2010, p. 1238-1242, doi: 10.1109/ISIT.2010.5513668. (DOI 10.1109/ISIT.2010.5513668.).

## Prix et récompenses
Il est récipiendaire du IEEE WRG Baker Award en 1992, de la IEEE Information Theory Society « best paper award » en 2006, d'un prix du meilleur article à Neural Information Processing Systems en 2015 et d'une mention honorable de meilleur article à la conférence de l'International Machine Learning Society en 2017, et le prix Claude-Shannon 2021 de l'IEEE Information Theory Society.